# Jaborosa ameghinoi
Jaborosa ameghinoi là loài thực vật có hoa trong họ Cà. Loài này được (Speg.) Macloskie mô tả khoa học đầu tiên năm 1914.